# Тверской колледж имени А. Н. Коняева
Тверской колледж имени А. Н. Коняева — учебное заведение Твери, одно из старейших средних специальных учебных заведений России.
Тверская ремесленная школа была основана в октябре 1877 года как ремесленная школа Тверского благотворительного общества «Доброхотной копейки». Согласно уставу, главной целью создания в Твери учебного заведения подобного рода было предоставление возможности широким слоям городского населения получить общее и профессиональное образование. По мнению учредителей, профессиональное обучение должно было быть неразрывно связано с нравственным воспитанием, что определило еще одну цель, поставленную перед ремесленной школой — «сохранять нравственность учащихся неиспорченной».
Здание ремесленной школы было построено по проекту архитектора Александра Фёдорова. В 1898 году учебное заведение перешло в ведение Министерства народного просвещения.
С 2002 года носит имя Андрея Коняева. 
В колледже есть музей, посвящённый истории учебного заведения.

## Названия
- 1877-1880 — Тверская ремесленная школа благотворительного общества «Доброхотной копейки»
- 1880-1898 — Тверское ремесленное училище благотворительного общества «Доброхотной копейки»
- 1898-1909 — Тверская школа ремесленных учеников (передана в ведение Министерства народного просвещения)
- 1909-1919 — Тверское низшее техническое училище
- 1919-1932 — Тверской (Калининский) механико-строительный техникум
- 1932-1996 — Калининский (Тверской) индустриальный техникум
- 1996-2002 — Тверской политехнический техникум
- 2002-2007 — Тверской государственный индустриально-экономический колледж имени А. Н. Коняева
- с января 2007 — Тверской колледж имени А. Н. Коняева